# Cymoriza upupalis
Cymoriza upupalis is een vlinder uit de familie van de grasmotten (Crambidae). De wetenschappelijke naam van de soort werd voor het eerst geldig gepubliceerd in 1862 door Achille Guenée.